# 7700 Rote Kapelle
7700 Rote Kapelle este un asteroid din centura principală de asteroizi.

## Descriere
7700 Rote Kapelle este un asteroid din centura principală de asteroizi. A fost descoperit pe 13 octombrie 1990 la Tautenburg de Freimut Börngen și Lutz Dieter Schmadel. Asteroidul prezintă o orbită caracterizată de o semiaxă mare de 2,68 ua, o excentricitate de 0,07 și o înclinație de 3,0° în raport cu ecliptica.